# Afiqim
Kibbutz Afiqim eller Afiqim (hebreiska: אפיקים) är en kibbutz i Israel.   Den ligger i Norra distriktet, i den nordöstra delen av landet. Antalet invånare är 1 427.
Kibbutzen är en av kibbutzrörelsens allra första, och grundades av judiska immigranter huvudsakligen från Ryssland. Idag räknas kibbutzen till de störtsa i Israel.
Terrängen runt Afiqim är kuperad norrut, men söderut är den platt. Runt Afiqim är det tätbefolkat, med 397 invånare per kvadratkilometer. Närmaste större samhälle är Tiberias, 13,1 km norr om Afiqim. Trakten runt Afiqim består till största delen av jordbruksmark.